# Green River (hudební skupina)
Green River byla americká rocková hudební skupina ze Seattlu, hudebně aktivní mezi lety 1984–1987. Celkem vydala čtyři nahrávky – jedno studiové album, dvě EP, jeden singl a jedno kompilační album. Stáli u zrodu grungeové hudby a členové kapely Green River po jejím rozpadu začali hrát v kapelách jako Pearl Jam a Mudhoney.

## Historie
Skupina Green River byla založena na počátku roku 1984 zpěvákem Markem Armem, kytaristou
Steve Turnerem, bubeníkem Alexem Vincentem a basovým kytaristou Jeffem Amentem. Poté, co se Mark Arm zaměřil výhradně na zpěv a přestal hrát na kytaru, do skupiny přišel kytarista Stone Gossard. Všichni členové již měli nějaké zkušenosti s hraním v kapelách. Arm a Turner spolu dříve hráli ve skupině Mr Epp & The Calculations a the Limp Richerds. Turner navíc hrál s Vincentem ve skupině Spluii Numa a Gossard v The Ducky Boys. Ament hrál s kapelou Deranged Diction.
Na konci roku 1984 kapela hrála především v Seattlu. V prosinci 1984 začali nahrávat své první EP s názvem Come on Down. Po jeho dokončení v prosinci 1984 Turner odešel z Green River, jelikož nebyl spokojen s heavy metalovým přístupem Amenta a Gossarda. Nahradil jej jiný člen Deranged Diction, kytarista Bruce Fairweather. V průběhu roku 1985 kapela vyrazila na své první celostátní turné. Po skončení turné EP Come on Down vydalo newyorské hudební vydavatelství Homestead. Neprodávalo se dobře.
V roce 1986 kapela pokračovala v turné na severozápadě USA. Na samém počátku roku 1986 pak vyšlo později známé kompilační album Deep Six, na kterém se podíleli nejvýznamnější grunge skupiny té doby včetně Melvins a Soundgarden. V červnu 1986 kapela začala nahrávat své další EP Dry As a Bone. Za producenta si vybrali Jacka Endinoha. EP vydalo vydavatelství Sub Pop až v červenci 1987, tedy rok po jeho nahrání. 
Avšak nedlouho po vydání EP Dry As a Bone se skupina opět vrátila do studia, aby začala s nahráváním alba Rehab Doll. Při nahrávání se však začaly projevovat další rozdíly mezi Amentem a Gossardem na jedné straně a Markem Armem na straně druhé. Zatímco Ament i Gossard chtěli přestoupit k většímu vydavatelství, Arm si přál zůstat u malého nezávislého vydavatelství. Spory se vyhrotily 31. října 1987, kdy se Ament, Gossard a Fairweather rozhodli opustit kapelu. Ještě před úplným rozpadem Green River vydali své poslední album Rehab Doll.

## Období po rozpadu
Po rozpadu Green River Gossard s Amentem založili nedlouho trvající kapelu Lords of the Wasteland, v níž hrál i Andrew Wood z kapely Malfunkshun. Na počátku roku 1988 se kapela přejmenovala na Mother Love Bone. Mother Love Bone rychle nabírali na popularitě a poté, co nahráli své debutové album, frontman kapely Andrew Wood zemřel v roce 1990 na předávkování heroinem. Ještě tentýž rok zbývající členové kapely nahráli album Temple of the Dog, které zaznamenalo značný ohlas a které vydali pod stejným názvem skupiny. Na albu se ještě podíleli Chris Cornell, Matt Cameron, Mike McCready a speciální host Eddie Vedder. Později se z kapely vyvinula skupina Pearl Jam.
Mark Arm a Steve Turner k sobě přizvali Matta Lukina z Melvins a bubeníka Dana Peterse, čímž vznikla skupina Mudhoney.

## Diskografie
| Název                    | Rok  | Typ              | Label                |
| Come on Down             | 1985 | EP               | Homestead Records    |
| Together We'll Never     | 1986 | Singl            | Tasque Force Records |
| Dry As a Bone            | 1987 | EP               | Sub Pop              |
| Rehab Doll               | 1988 | Album            | Sub Pop              |
| Rehab Doll/Dry As a Bone | 1990 | Kompilační album | Sub Pop              |